# 王晟
王晟（？—1449年），字景昭，山東兗州府鄆城縣人，明朝官員，同進士出身。

## 生平
正統元年（1436年），登進士，授刑部主事。進刑部員外郎。正統九年（1444年），福建慶元人葉宗留與麗水陳鑒胡聚眾盜福建寶豐銀礦，福建參議竺淵鎮壓時陣亡。福建鄧茂七率眾謀反，三人在浙江、江西、福建等地流串。。正統十三年（1448年），王晟任浙江僉事，次年正月，陈鉴湖称王，国号太平，建元泰定，不久，突袭破桥峡，王晟及分守参议耿定等均被殺。